# Presunto de Santana da Serra
O Presunto de Santana da Serra IGP e a Paleta de Santana da Serra IGP são produtos de origem portuguesa com Indicação Geográfica Protegida pela União Europeia (UE) desde 26 de setembro de 2008.

## Agrupamento gestor
O agrupamento gestor das indicações geográficas protegidas "Presunto de Santana da Serra" e "Paleta de Santana da Serra" é a ACPA - Associação de Criadores de Porco Alentejano.